# Confederación de los III cantones
La Confederación de los III cantones (en francés: Confédération des III cantons) designa la primera etapa de formación de la antigua Confederación Suiza, entre 1291 y 1332; cronológicamente, le sigue la Confederación de los VIII cantones.
En abril de 1291, el emperador del Sacro Imperio Rodolfo I de Habsburgo recompró los derechos de la ciudad de Lucerna, situada en el extremo del lago de Lucerna, en un intento de restaurar la autoridad de su familia en la región. Tras su muerte el 15 de julio de 1291 y en previsión de posibles problemas sucesorios, los hombres libres de los valles de Uri, de Schwyz y de Unterwald renovaron a principios de agosto (se desconoce la fecha exacta) un pacto de alianza, jurídica y defensiva, eterna, que históricamente se considera marca la fundación de la antigua Confederación Suiza y por tanto, de la propia Suiza.
En respuesta, los Habsburgo aumentaron su presión sobre la región para que se reconocieran sus derechos. En la batalla de Morgarten, el 15 de noviembre de 1315, la caballería pesada del duque Leopoldo I de Austria, seguida de un cuerpo de infantería, se adentró en un desfiladero encajado entre la montaña y el lago de Ägeri, siendo sorprendidos por los suiceses ayudados por unos uraneses que los atacaron con alabardas y piedras, provocando una masacre. El hecho causó una fuerte impresión en la población, despertó una toma de conciencia política y condujo a una renovación del pacto tres semanas después en Brunnen (pacto de Brunnen).

## Sacro Imperio Romano Germánico
Tras las incursiones de los sarracenos y de los húngaros, la Europa central experimentó desde mediados del siglo X una relativa calma de unos 200 años; las convulsiones políticas tenían lugar en el este, en Italia y en Tierra Santa, donde se sucedían las cruzadas. Económica y socialmente, el feudalismo se desarrolló bajo el gobierno de los últimos carolingios. En el territorio de lo que será la futura Suiza, las primeras fuentes que mencionan la existencia de vasallos datan del siglo IX y los describen como los representantes de la nobleza (en alemán Reichsaristokratie) que constituían una aristocracia intermedia en un principio poco apegada a un lugar determinado. Al mismo tiempo, la Iglesia (en alemán Reichskirche) también recibió territorios cada vez más extensos, siendo los obispos frecuentemente parte de las élites sociales.
En 962, Otón el Grande se convirtió en el primer soberano del Sacro Imperio Romano Germánico, que comprendía todo el territorio helvético, dividido luego en una multitud de pequeños señoríos y posesiones episcopales. Desde el comienzo del segundo milenio y hasta 1250, fueron cuatro familias vasallas de los emperadores romano-germánicos las que aumentaron gradualmente su influencia en la región, en particular, buscando obtener la corona del reino de Borgoña-Provenza o de sus restos. El malestar político, junto con una era de prosperidad económica y la apertura de un nuevo paso a través de los Alpes, animaron a forjar alianzas a las ciudades y al campo, en donde el espíritu de familia aún prevalecía sobre las leyes generales.

### Familia Zähringen

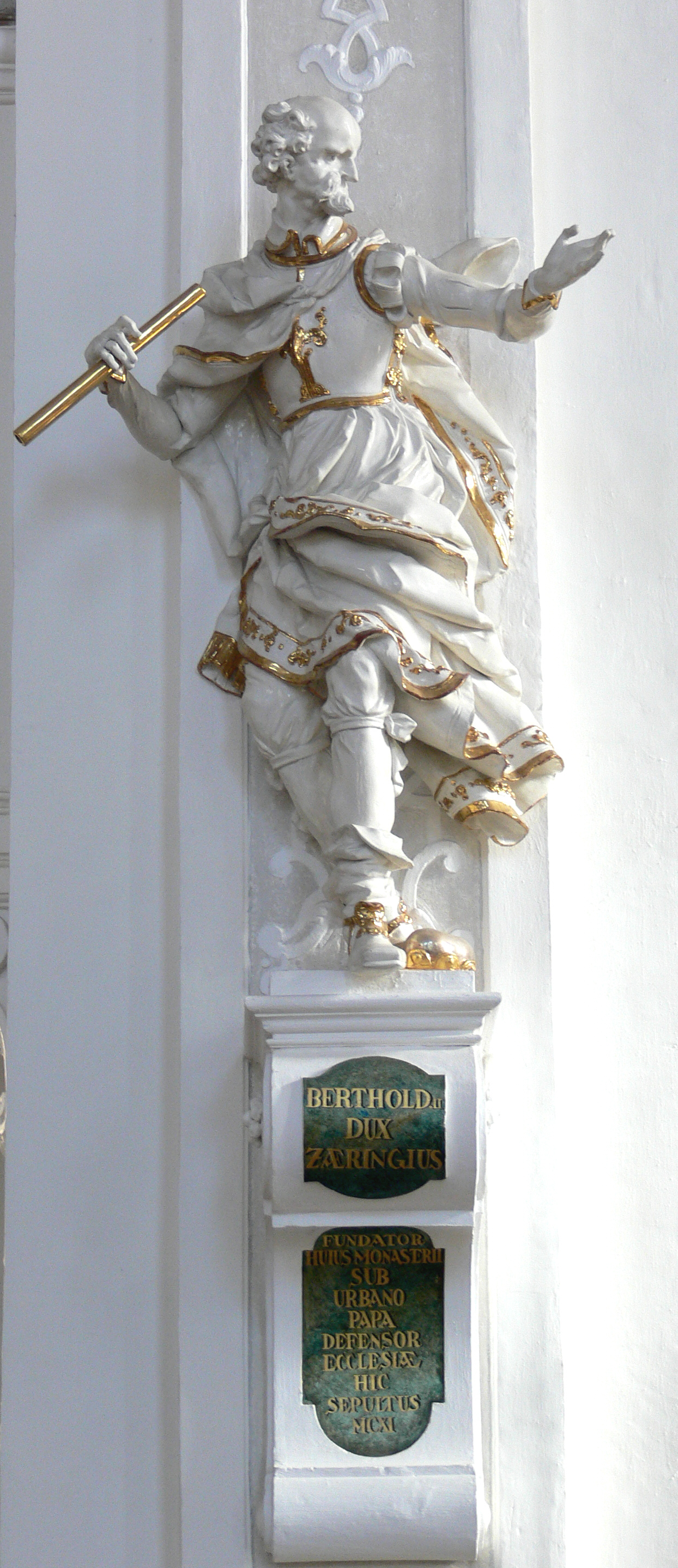
Escultura de Bertoldo II de Zähringen en el convento de la Abadía de San Pedro en la Selva Negra.

Originaria de Suabia, la casa de Zähringen vio disputado el territorio que se extendía sobre el actual estado de Baden-Wurtemberg por los Hohenstaufen, que la empujaron hacia la orilla izquierda del Rin. En 1098, Bertoldo II de Zähringen renunció oficialmente a toda pretensión al ducado de Suabia, pero a cambio recibió la soberanía de Lenzburg y el bailiazgo de Zúrich, entonces descrita como «la ciudad más importante de Suabia», siendo liberada de la soberanía ducal. Así pudo crear un ducado de Zähringen que, a partir de 1100, se fue ampliando gradualmente hacia el oeste: se incorporarán importantes territorios de las cuencas del Aar y del Emme y luego del país de Vaud. Pero una coalición encabezada por los condes de Ginebra, los obispos de Lausana y especialmente la casa de Saboya acabó rompiendo políticamente el impulso de Conrado I de Zähringen, hijo de Bertoldo, que pretendía hacerse coronar duque de Borgoña.
La familia Zähringen cesó entonces sus conquistas hacia el oeste para mejorar la explotación de las tierras del ducado familiar. Fundaron las ciudades de Friburgo en 1157, Berna en 1191 y también Rheinfelden, Burgdorf, Morat y Thun. Un intento de expandirse hacia el sur, a través del col de Grimsel que atraviesa los Alpes, fracasó en 1211 contra los valeses. Al mismo tiempo, se abría una nueva ruta a través de los Alpes que cambiará la historia de la región: el paso de San Gotardo que unirá directamente Lombardía con el valle del río Reuss, en la región de Uri. No se conoce la fecha exacta de la apertura de ese paso de montaña, aunque generalmente se sitúa en torno a 1200. También es incierto si Zähringen participó activamente en esa infraestructura, aunque ese territorio estaba dentro de su ducado.
Bertoldo V, el último de los duques de Zähringen, murió en 1218. Su herencia se disputó acaloradamente, pero al final una gran parte fue a parar a la familia de los Kyburg. Sin embargo, en una lucha contra el papa y algunos de sus vasallos, el emperador Federico II concedió luego a varias ciudades del ducado, como Berna, Soleura y Zúrich, el estatus de ciudad libre por «inmediatez imperial», privando así a los señoríos locales de esas ganancias. El conflicto entre el emperador y el papa, que alcanzó su clímax durante el primer Concilio de Lyon en 1245, también tuvo repercusiones en la meseta suiza, entre gibelinos, que apoyaban al emperador, y güelfos, que apoyaban al papa. Así, Lucerna, del lado del papa, entró en guerra contra Berna, partidaria del emperador. Esa crisis terminó con la muerte de Federico II en 1250.

### Familia de Kiburg

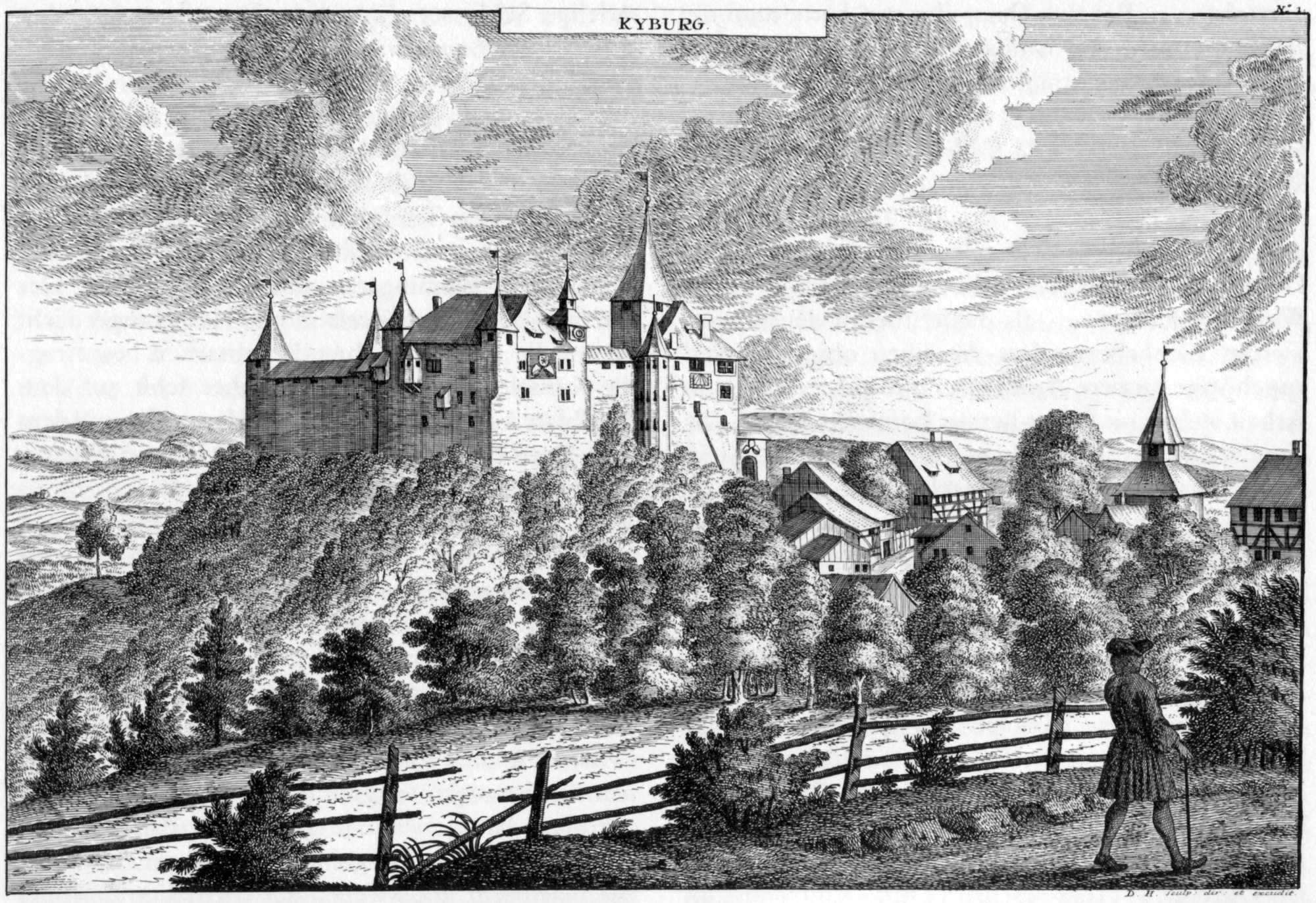
Grabado de 1740 que representa el castillo de Kyburg.

Las primeras menciones relativas a la familia de los Kiburg (a veces escrita Kybourg o Kyburg) los sitúan en el alto Danubio antes de que adquirieran, por matrimonio y por herencia, tierras en la Suiza oriental, la región entre Zúrich y la actual Turgovia. Toman su nombre del castillo de Kyburg, situado en el actual cantón de Zúrich, en el territorio del municipio homónimo.
Heredero de la parte del dominio situada en el norte de Suiza, el conde Hartmann III de Kiburg fue admitido, tras su matrimonio con Richenza de Lenzburg-Baden, en 1172 como heredero con los Hohenstaufen y los Zähringen de los territorios de la casa condal de Lenzburg; si bien no se conocen los detalles precisos de la distribución del territorio, sí se sabe que dio lugar a muchas disputas hasta 1254, cuando Isabel de Chalon reclamó Lenzburg para su marido, Hartmann V de Kibourg, conocido como «el Joven». Por su parte, Ulrico III de Kiburg, casado con la hija de Bertoldo V de Zähringen, se convirtió en el principal heredero de los Zähringen y tomó posesión de las ciudades de Laupen, Friburgo, Thun y Burgdorf, así como de numerosos territorios ubicados en los actuales cantones de Argovia y Zúrich; sin embargo, la familia de Kiburg no pudo dominar la ciudad de Zúrich y luego la Abadía de San Galo, principalmente por la falta de apoyo de la familia de los Hohenstaufen.
En su apogeo, la influencia de los Kiburg se extendió, de 1218 a 1277, desde el lago de Constanza hasta la Nuithonia e incluso hasta Friburgo (Suiza) y Laupen. La casa, sin embargo, a su vez se extinguirá, el último representante masculino de los Kiburg morirá en 1263 y dejará solo una hija menor; sus tierras se repartirán entre las dos familias herederas de Saboya y de Habsburgo.

### Familia de Saboya

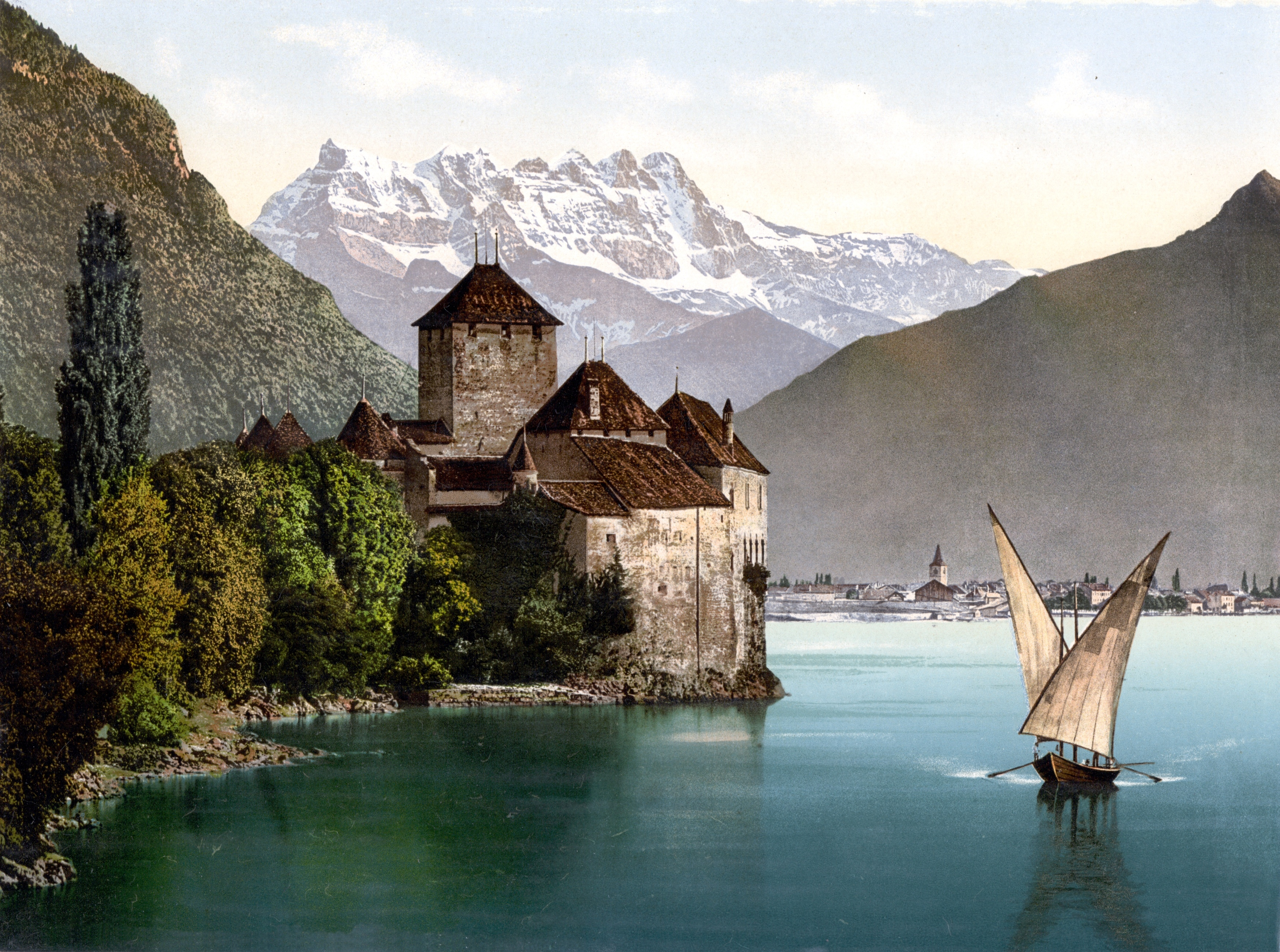
Vista del castillo de Chillon en el lago Léman y los Dents du Midi.

La casa de Saboya, originaria de la región de Vienne (Isère) y de Grenoble, heredó del Reino de Borgoña los pasos alpinos. A partir del siglo XI, se apoderó de la Maurienne y del valle de Aosta, extendiendo su influencia hasta la llanura del Po y Turín. También se aseguró el control del Chablais y el bailiazgo de Saint-Maurice. La casa de Saboya implementó entonces una política para promover el culto a san Mauricio, añadiendo así una dimensión religiosa a su autoridad.
En el siglo siguiente, los saboyanos también controlaban el Entremont y el Bas-Valais y tenían bajo su autoridad al obispo de Sion, que les cedió el castillo de Chillon como feudo. Frente a esta posición de fuerza, fracasó el intento realizado en 1189 por el rey de Alemania de vincular el Valais a la autoridad directa del emperador. A finales de siglo, la casa de Saboya controlaba el paso norte del Gran San Bernardo, así como los desfiladeros de Chillon y de Saint-Maurice, asegurando así su dominio a ambos lados del puerto.
Durante el siglo XIII, los Saboya concentraron sus esfuerzos al norte del lago Léman, donde se enfrentaron con los condes de Ginebra, entonces en posesión de los Genevois, y entraron en conflicto sucesivamente con el obispo de Ginebra, que acabó por sacarles de la ciudad de Ginebra, con los Zähringen tras su incursión en el país de Vaud desde el siglo XII y con el obispo de Lausana. Tomás I de Saboya recibió en 1207, además del título de señor de Piamonte, el feudo de Moudon, marcando así el principio del fin de las conquistas ginebrinas en la región de Vaud. Su hijo Pedro II de Saboya, apodado el "pequeño Carlomagno", continuará esa ampliación comprando sucesivamente Morat, Friburgo y Berna gracias al apoyo financiero de Inglaterra. Finalmente, el condado de Ginebra será a su vez absorbido a principios del siglo XV.

### Familia de Habsburgo
La familia de los Habsburgo, originaria de Alsacia y que tomaba su nombre del castillo de Habsburgo en Argovia, en el siglo XI solo poseía unas pocas tierras en el territorio de Suiza, a excepción de algunas en el valle inferior del Aar. No fue hasta 1173, y especialmente en 1218, cuando el emperador, por quien luchaba la familia, les concedió varios bailiazgos, entre ellos el de Uri, en herencia de las posesiones de las familias desaparecidas de los Lenzburg y de los Zähringen. En 1264, cuando desapareció la familia Kyburg, se aliaron con los Saboya por matrimonio, Pedro de Saboya reclamó las tierras de Turgovia y de Glaris pero fue superado por el conde Rodolfo I de Habsburgo. En los años siguientes, el conde intentó unir sus dos dominios en Alsacia y la Suiza occidental, en particular apoderándose de Basilea, cuyo obispado se extendió luego a los pasos Alto y Bajo Hauenstein en el Jura.
La muerte del emperador Federico II de Hohenstaufen en 1250 marcó el comienzo de un período turbulento llamado el Gran Interregno, que terminó con la elección de Rodolfo I de Habsburgo a la dignidad imperial en 1273.

### Una nueva travesía de los Alpes

Vías de comunicación en la Suiza medieval.

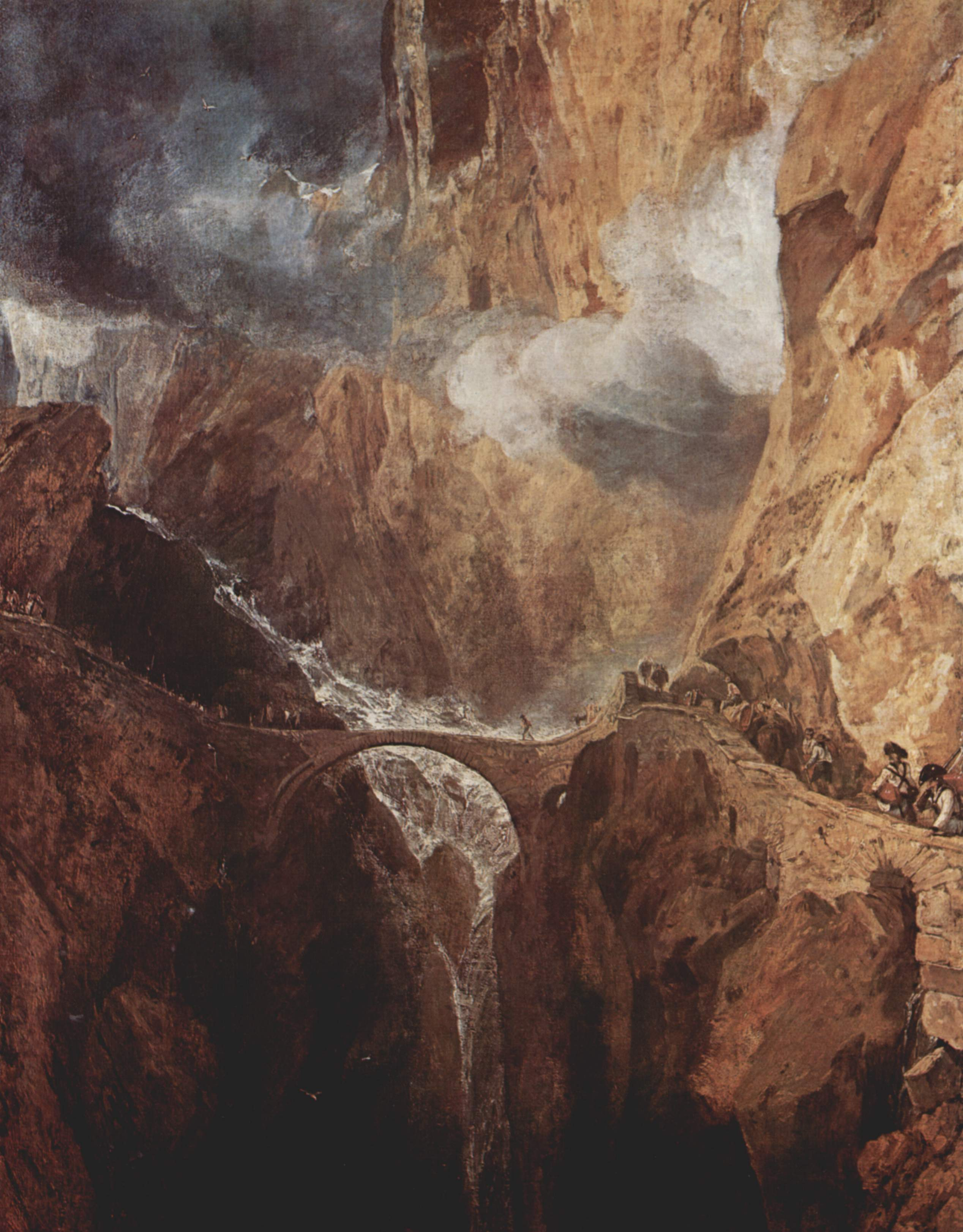
El puente del Diablo, obra de Joseph Mallord William Turner.

Durante mucho tiempo, el valle de Uri había sido un callejón sin salida: el paso de San Gotardo era el único que cruzaba los Alpes centrales de una única vez, pero era un viaje difícil, en particular debido a dos pasos intransitables: el acantilado de Axenberg —que sólo podía cruzarse en barco por el lago de Lucerna hasta la apertura de una carretera en 1864— y la garganta de Schöllenen, entre el valle transversal de Uri y el longitudinal de Urseren. Sin embargo, permitía eludir la ciudad de Verona, que controlaba entonces el paso del Brennero y evitaba así el desvío a través de Valais y el lago de Ginebra para cruzar por el paso del Gran San Bernardo.
No se conoce la fecha exacta de la construcción de un camino de herradura que conducía al puerto, pero se estima que fue entre 1215 y 1230, probablemente hecho por los habitantes del valle de Uri ayudados por los del Valais recién llegados a la región. El camino atravesaba un puente tan audaz en su construcción que algunos lo vieron como una intervención del diablo, de ahí su nombre «Puente del Diablo». Sea como fuere, la apertura de ese paso dio más importancia a Uri que recibió, de manos de Enrique II de Suabia que gobernaba en nombre de su padre Federico II, la «inmediatez imperial» en 1231, despojando así a los Habsburgo del derecho de «avoirie» (es decir, al mando militar y al ejercicio de la justicia) que habían tenido sobre esa región desde 1218. Esa franquía específica en particular suponía que la función de bailío la cumplía, por lo tanto, un «Ammann», designado por el rey a propuesta de las autoridades locales; a partir de entonces, los habitantes eligieron directamente a su bailío, llamado Landammann desde finales del siglo XIII, que continuaban siendo confirmados por el rey.

## Fundación de Suiza

### Waldstätten

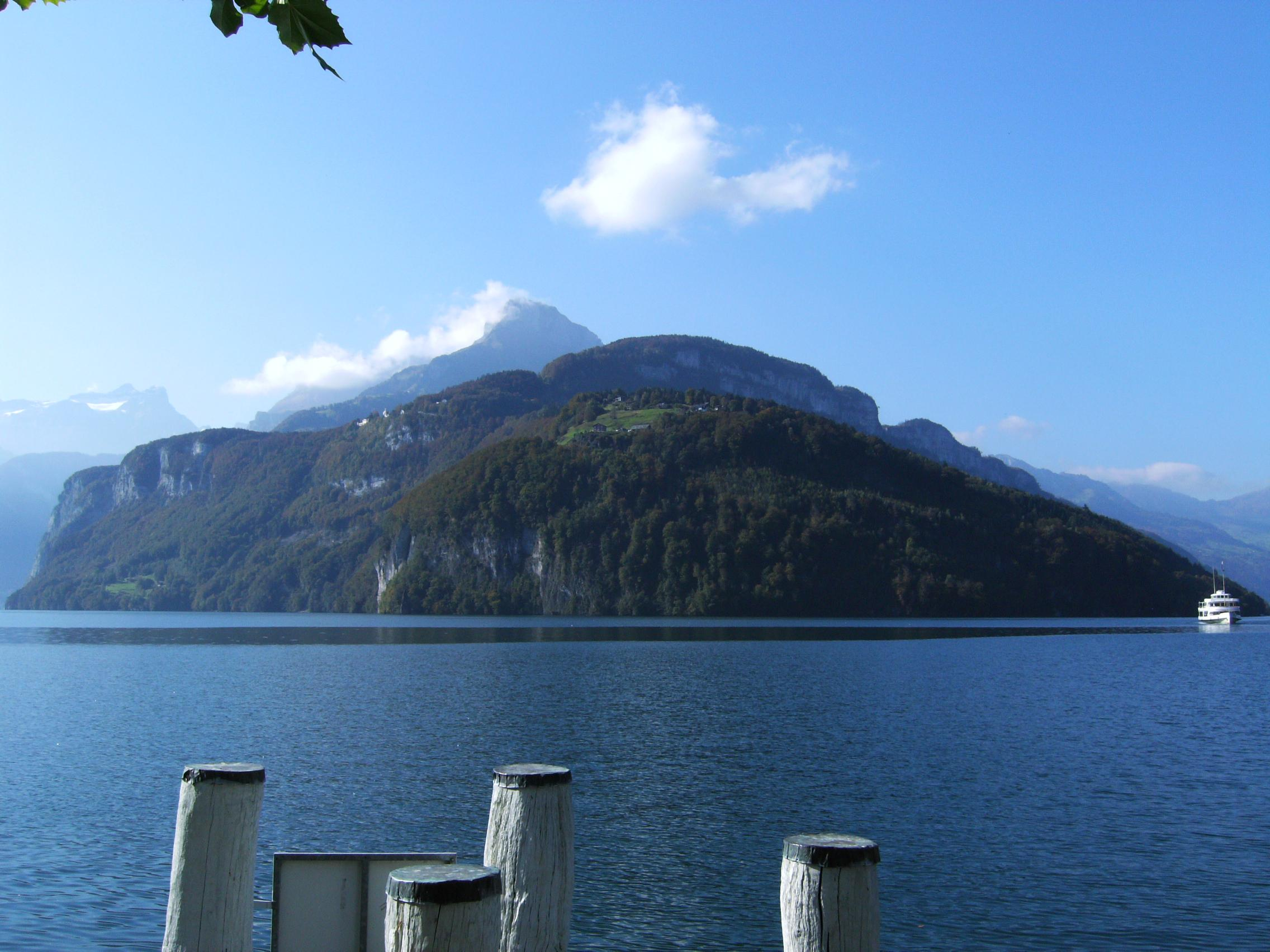
Seelisbergen el cantón de Uri y el lago de los Cuatro Cantones

Los Waldstätten (en español, comunidades forestales, también llamadas Dreiländer, lit., 'tres países') reagrupan a los habitantes de las cuatro corporaciones de Uri, de Schwyz y de los dos Unterwalden (Obwald y Nidwald) del bosque de Kern que los separa, entre el paso del Gotardo y la ciudad de Lucerna, un área de aproximadamente 2000 km² entonces poblada por unas 20 000 personas. Esas comunidades montaraces, dependientes de una economía pastoril de montaña, conservaban a principios del siglo XIII ciertas especificidades del antiguo derecho alamán, en particular las reuniones primaverales de toda la comunidad, que eran entonces una de las raras ocasiones en que se reunían todos para tratar los problemas del momento. Esas reuniones, llamadas Landsgemeinde, de origen social y económico, se convirtieron gradualmente en políticas.
Al igual que Uri, la comunidad de Schwyz, entonces posesión de la rama de los Habsburgo-Laufenburg, había recibido en 1240 de Federico II una carta de protección que los colocaba «bajo la protección tanto del Imperio como de sí mismo» tras haber enviado soldados suiceses a la guerra librada en Lombardía contra las fuerzas del papa Gregorio IX, llevando así a la comunidad al campo de los «gibelinos». Esa carta —llamada «carta de Faenza» por referencia al lugar donde había sido escrita—, sin conferirle a Schwyz una verdadera «inmediatez imperial», colocaba a la comunidad fuera de la esfera de influencia de los Habsburgo, quienes la impugnaron durante más de 100 años.
Durante el Gran Interregno, Rodolfo I de Habsburgo reforzó su dominio sobre la región comprando a sus primos sus derechos sobre Schwyz y Unterwalden en 1273, mismo año en que fue coronado emperador. Para aumentar su influencia, se apoderó del valle de Urseren en 1283, y años más tarde, en 1291, compró la ciudad de Lucerna pocos días antes de morir (15 de julio de 1291) sin haber designado sucesor.
En su entrada en la historia, la comunidad de Unterwalden ya estaba dividida en dos partes y la situación política allí era mucho menos clara que entre sus vecinos. Compuesta asimsmo en gran parte por campesinos libres, la población de las dos comunidades, quizás alentada por las maniobras políticas independentistas entre sus vecinos de Uri, Schwyz y Oberhasli, probablemente se esforzó también por constituirse en comunidades libres; sin embargo, no se ha podido encontrar ninguna mención específica sobre este tema, antes de la referencia hecha a la corporación independiente Ob und Nid dem Kernwals durante el tratado de alianza firmado con sus vecinos.

### Pacto federal de 1291

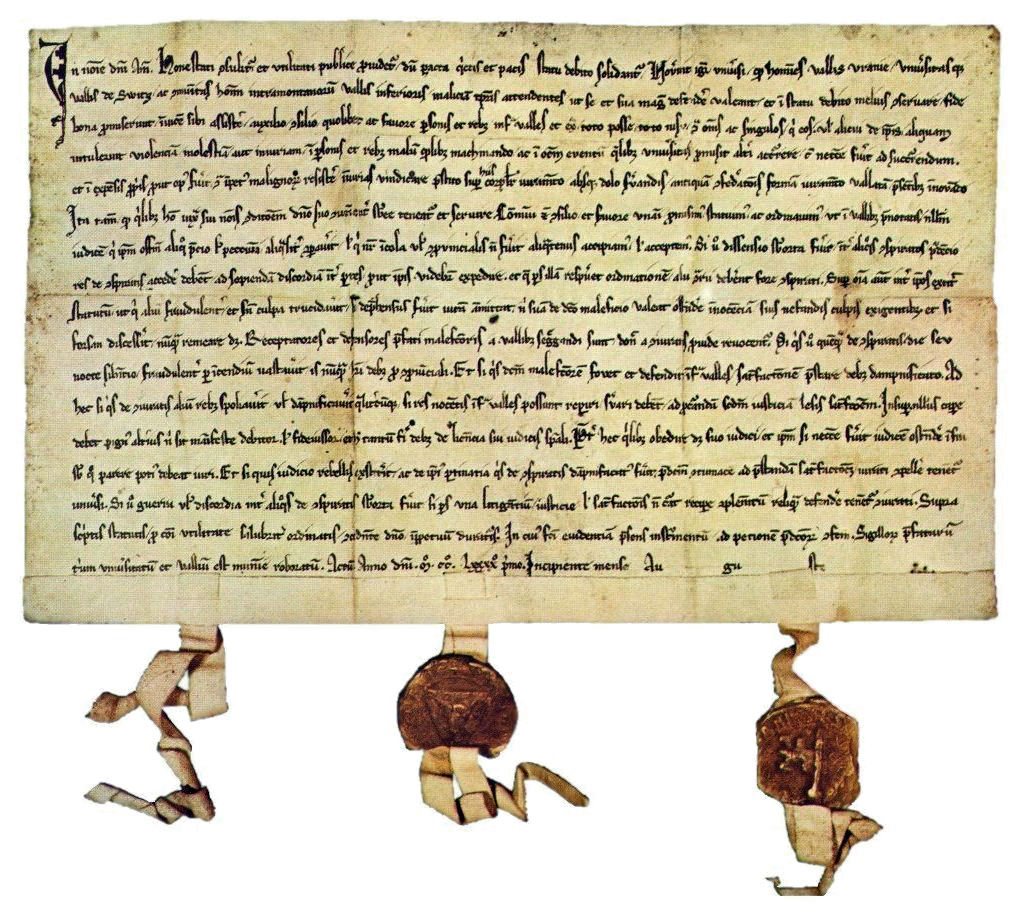
El Pacto de 1291.

Poco después de la muerte del emperador, los notables de Uri, Schwyz (cuyo sello en la parte inferior del documento ha desaparecido) y Nidwalden —los de Obwalden no recibieron la convocatoria, o bien decidieron no ir allí— se reunieron para renovar «su antigua confederación sostenida por un juramento» (en latín antiqua confœderatio iuramento vallata) por un pacto jurado (prestito... iuramento). Este texto es un tratado de asistencia mutua «contra todos aquellos que les infligieran violencia, vejación o ultraje», así como un proyecto de código penal que, lejos del texto revolucionario que a veces se presenta —el texto incluso especifica que «cada uno queda sujeto a su señor, como debe»— se contentó con precisar la negativa a aceptar «un juez que habría pagado su cargo o que no sería compatriota». El documento, concluido «a perpetuidad si Dios quiere», lo que no quiere decir que no se pudiere cambiar, fue traducido al alemán hacia 1400 y es mencionado por Werner Steiner en 1532. Pero terminó siendo olvidado. No se reencontró hasta 1758 en Schwyz y nunca ha sido traducido oficialmente por el gobierno suizo, favoreciendo así la aparición de traducciones más o menos fantasiosas a lo largo de los años, alimentando la controversia y el debate, aunque estimulando también la investigación.
En su contenido, el pacto es muy similar a un pacto local, destinado a regular el orden público y trazar una dirección política limitada. En su estructura respeta los estándares de la época con un preámbulo y una fórmula final, todo continuo y sin separación en párrafos. Sin embargo, no indica el lugar exacto ni la fecha de su adopción («début août»), ni está firmada ni da nombres específicos. Además, contiene errores de ortografía, omisiones de palabras e inexactitudes como si el escriba no hubiera podido corregirlo. Finalmente, si bien casi todo el texto está escrito en tercera persona del plural, la parte que excluye a los jueces extraños está redactada en primera persona del plural. Todos estos elementos han suscitado mucha polémica sobre si las omisiones pudieron ser voluntariamente cometidas, implicando así la voluntad de los autores de permanecer en el anonimato y haciendo del pacto un documento sedicioso, incluso un llamamiento a la rebelión. El uso de ciertas palabras, como «conspirati», traducida al francés por «confédérés» parece jugar a favor de esa interpretación.
Si bien las comunidades firmantes no rechazaban la dominación real ni el hecho de tener que servir en caso de levantamiento de tropas para defender el territorio de una amenaza exterior, con este pacto reivindicaban su independencia para las decisiones relativas a los impuestos, a la elección de funcionarios y de jueces, negándose así a ceder su soberanía a los duques de Austria, vasallos del rey.

### Mitos fundadores

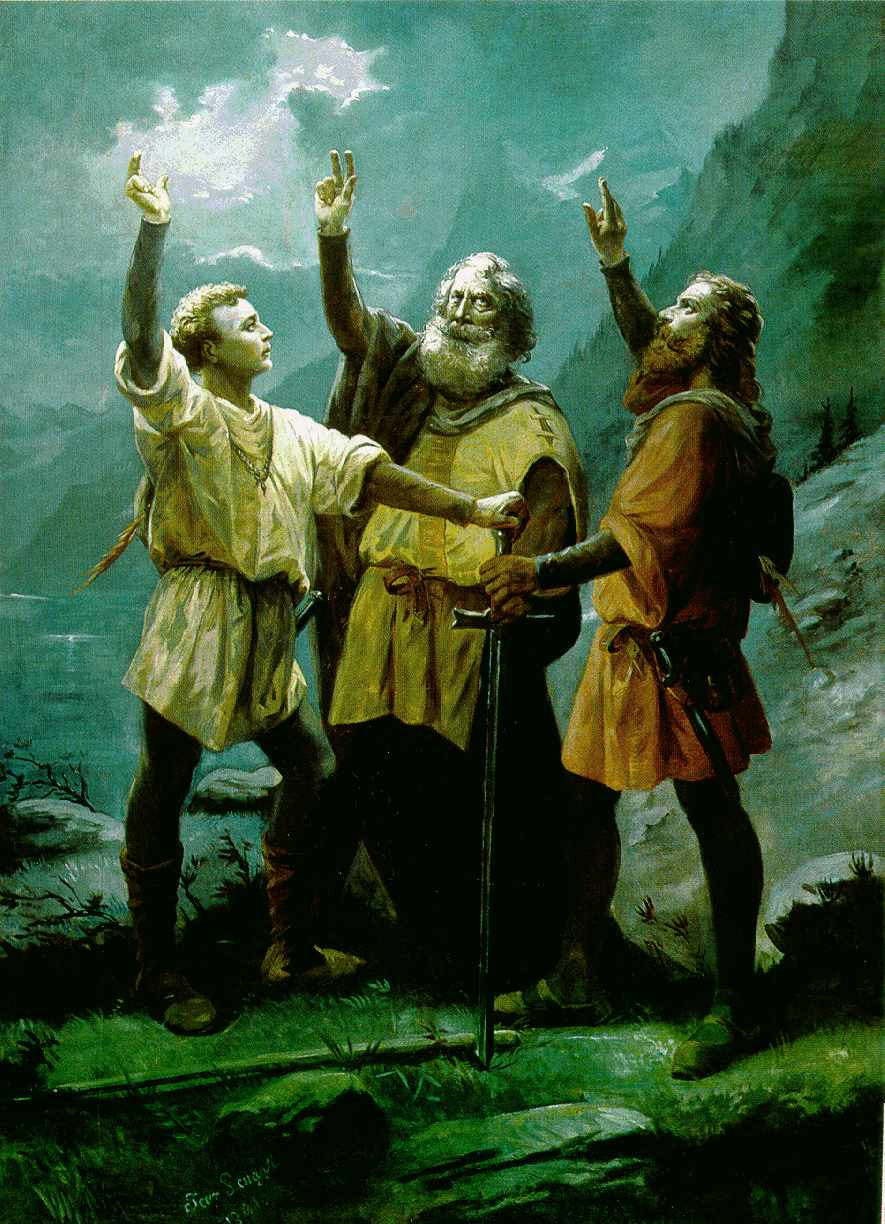
El Juramento de Rütli, obra de Jean Renggli (1891).

En torno a los hechos históricos que dieron lugar a la firma del pacto, han surgido muchos mitos y leyendas, la mayoría de ellos aparecieron en la primera mitad del siglo XV (es decir, más de un siglo después de los hechos), que han sido recogidos en el Libro Blanco de Sarnen, datado hacia 1470, y retomados hacia 1550 por el cronista Gilg Tschudi, que describe las acciones heroicas de la resistencia de los suizos. Todas esas historias se relacionan con hechos que tuvieron lugar entre 1307 y 1308, un año fundamental que se mantuvo hasta el siglo XIX como la fecha de la fundación de la Confederación.

#### Guillermo Tell
Entre estos mitos, el más conocido sigue siendo el de Guillermo Tell, condenado a disparar con una ballesta a una manzana colocada en la cabeza de su hijo. Tell se vengará de ese acto matando al bailío Hermann Gessler después de escapar de una tormenta. Esta leyenda, que se dice que sería de origen danés, se ha ido enriqueciendo a lo largo de los siglos, por ejemplo, en las pinturas del siglo XVIII. En 1829, en la ópera de Gioachino Rossini Guillermo Tell, la esposa de Tell es bautizada Hedwig.

#### Juramento de Rütli
Otro mito cuenta la historia de los tres hombres (Arnold de Melchtal, Walter Fürst y Werner Stauffacher) que se reunieron en el prado del Rütli para allí prestar el Juramento de Rütli destinado a liberar los tres valles y a vivir o a morir como hombres libres.

#### Destrucción de castillos
El juramento del Rütli está ligado a la leyenda de la destrucción de varias fortalezas de la región, pertenecientes a los Habsburgo, por una insurrección general de los habitantes. Las excavaciones arqueológicas recientes prueban que esos castillos fueron abandonados gradualmente durante un período de cien años, lo que contradice la leyenda.

## Pacto de 1315

### Incursión contra Einsiedeln
El 27 de julio de 1298, la elección del hijo de Rodolfo, Alberto I, como rey de Alemania puso en grave peligro la alianza confederada: de hecho, las comunidades se habían puesto del lado de Adolfo de Nassau en la guerra que había estallado tras la controvertida elección de este último, asesinado por Alberto durante una batalla el 2 de julio del mismo año. Sin embargo, después de haber obligado a la ciudad de Zúrich a denunciar una alianza de tres años concluida con los confederados, el nuevo emperador se contentó con cercar a las tres comunidades y no renovar las franquicias concedidas a Schwyz y Uri, sin intervenir militarmente en su territorio.
Por el contrario, a principios del siglo XIV, las disputas dentro de la casa de Habsburgo y luego entre las diferentes familias principescas beneficiaron indirectamente a los confederados: tras el asesinato del rey en 1308, su sucesor Enrique VII de Luxemburgo confirmó la libertad imperial de los tres países, ofreciendo así también, pero de manera ambigua, la «inmediatez imperial» al valle de Unterwalden al tiempo que designaba un bailiazgo único para los tres valles. Como reacción, los Habsburgo aumentaron su presión sobre la región para recuperar sus derechos.
Al mismo tiempo, los suiceses, que estaban en una guerra latente por cuestiones de territorio e impuestos con la abadía de Einsiedeln, de la que los Habsburgo eran los protectores, fueron desterrados de la Iglesia. El 6 de enero de 1314 se vengaron con un allanamiento nocturno del convento, donde, según contó un instructor del convento, «roban lo que les puede ser de utilidad [...], beben sin mesura nuestro vino [...], profanan el templo de Dios con sus propias inmundicias y cada uno echa su orina o paga el tributo de su vientre en la iglesia... » Esta operación no es más que un episodio más en el conflicto entre las dos partes, pero provoca una respuesta del duque Leopoldo I, entonces partidario del duque Federico el Hermoso en la lucha de este último por la corona imperial opuesto al rey Luis de Baviera, por quien los confederados habían tomado partido. Se les cierra el acceso al mercado de Lucerna, se declara un embargo sobre el trigo contra las tres comunidades y se bloquea la ruta del San Gotardo mientras tropas originarias de Argovia, Winterthur, Lucerna y Zúrich, bien equipadas y provistas de una gran caballería, se reunían en la zona de Zug, una posesión de los Habsburgo.

### Batalla de Morgarten

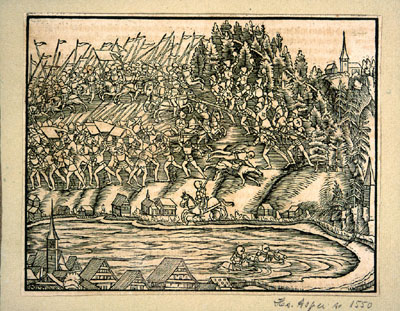
La batalla de Morgarten (miniatura en madera).

Ante estos preparativos, las comunidades forestales (Waldstätten) tomaron varias contramedidas por su parte: los uraneses firmaron un armisticio con los habitantes del valle de Glaris, con los que habían estado en guerra durante varios años, los suiceses construyeron barreras en las rutas que conducían a Zug y Küssnacht y los unterwaldianos hicieron lo mismo en dirección al valle de Urseren. Al mismo tiempo, las tres comunidades establecieron un importante servicio de inteligencia en la región, lo que les permitió estar rápidamente informados de cualquier movimiento del ejército enemigo.
En la mañana del 15 de noviembre de 1315, la caballería pesada del duque Leopoldo, seguida por un cuerpo de infantería, se internó en un desfiladero dominado por la montaña de Morgarten. Enclavados entre esa montaña y el lago de Ägeri, los austriacos fueron sorprendidos por los suiceses, ayudados por algunos uraneses y comandados por Werner Stauffacher que les atacacaron con alabardas y piedras —la historia añadiría después troncos de árboles—, provocando una masacre en el cuerpo a cuerpo y obligando a parte de los austriacos a intentar escapar por el lago y ahogarse en él. Sólo una parte de las tropas, incluido el propio duque, se las arreglaron para sobrevivir a la batalla que finalmente tomará el nombre de la montaña, batalla de Morgarten. El número exacto de soldados comprometidos en ambos lados, al igual que la cifra de bajas, nunca se pudo determinar con precisión, pero se estima en unos pocos miles en el lado austriaco frente a alrededor de mil suiceses. Las pérdidas pueden haber ascendido a unos pocos cientos de muertos, incluidos varios caballeros de un lado contra unas pocas docenas del otro, lejos de los «20.000 austriacos» mencionados en ciertos relatos. Según el cronista Juan de Winterthur, 1500 hombres del ejército ducal murieron en los combates, sin contar a los ahogados en el lago, y el duque Leopoldo apareció medio muerto de pena.
Para los Habsburgo, las consecuencias de esta derrota fueron bastante débiles: el debilitamiento de las fuerzas armadas fue solo temporal y la autoridad de Federico sobre las ciudades de su territorio crecería hasta la paz general impuesta en 1319. En el lado confederado, en cambio, el hecho suscitó una toma de conciencia política y causó una fuerte impresión en la población: campesinos mal armados y superados en número que derrotaron a un ejército de profesionales, comandado por el jefe de una de las casas más importantes de Europa, en total desprecio de todas las costumbres caballerescas. Los vencedores, descritos como «salvajes sedientos de sangre» o como «hordas campesinas toscas e impías» por sus enemigos, dejaron una huella indeleble en la población y se convirtieron en los héroes de un culto al recuerdo que aún persiste seis siglos después.

### Pacto de Brunnen

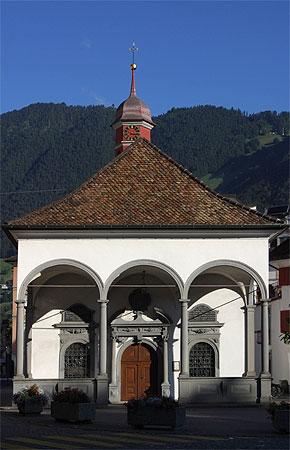
Capilla de Brunnen erigida en memoria del pacto de 1315

Tres semanas después de su éxito militar, los delegados de los Confederados se reunieron en Brunnen, una localidad situada en el punto de unión entre los tres cantones primitivos, a orillas del lago de Lucerna. El 9 de diciembre de 1315, renovaron la alianza de 1291 en un nuevo pacto que retomaba los artículos y términos del anterior pero esta vez redactado en alemán.
Se añadieron ciertas disposiciones de política exterior, en particular el artículo según el cual cada cantón se comprometía a no reconocer a ningún señor sin el consentimiento de sus aliados, ni a tratar con ninguna potencia extranjera sin que los demás fuesen parte en la negociación. Fue también en ese tratado donde apareció por primera vez el término Eidgenossen, literalmente 'compañeros de juramento' o juramentados, traducido posteriormente al francés como «Confédérés». El Pacto de Brunnen permaneció en vigor hasta 1798, es decir, hasta el final de la Antigua Confederación Suiza.
En 1316, el rey Luis IV de Baviera confirma la «inmediatez imperial» de los tres cantones mientras que el duque Leopoldo, rechazando su derrota, condujo una guerra de desgaste que se tradujo en varios enfrentamientos menores antes de que finalmente se concluyara un simple armisticio con los Habsburgo en julio de 1318, estos últimos no renunciando a derrotar a las comunidades.
En los años siguientes, los cantones primitivos estrecharon lazos y se aliaron con las ciudades-estado de Lucerna, Zúrich y Berna, formando así la base de lo que se convertiría en la Confederación de los VIII Cantones.